# Pierre Marchais
Pour les articles homonymes, voir Marchais.
Pierre Marchais est un écuyer français, conseiller du roi et premier-lieutenant du prévôt de l'Île-de-France né au XVIIe siècle et mort à Bourg-la-Reine en mai 1722.

## Biographie
Pierre Marchais épouse le 25 décembre 1685 Geneviève Élisabeth Simonet. De son mariage naît un fils, Pierre-Louis Marchais.
Le 2 mars 1722, Louis XV rencontre Marie-Anne-Victoire, infante d'Espagne à Bourg-la-Reine. L'entrevue a lieu dans la maison de Pierre Marchais.
Il meurt en mai 1722.